# Оохенунпа

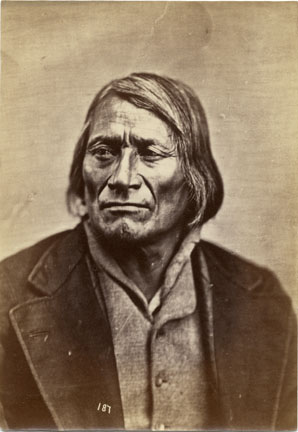
Міватані Ханска (Високий або Довгий Мандан), вождь оохенунпа

Два чайники або Оохенунпа («Два кип'ятіння» або «Два чайники») є одним із семи підплемен народу Лакота, які разом із дакотою становлять сіу (Сім Вогнів Ради). Вони мешкають в індіанській резервації річки Шайєн.
Разом із санс арк (ітазіпчо — «Без луків») та міннеконжу (Mnikȟáŋwožu або Hoȟwožu — «Рослини біля води») їх називають Центральною Лакотою і розділене на кілька племен або тіспей.

## Історія оохенунпа тіспей або племен
- Wanúŋwaktenula (Wah-nee-wack-ata-o-ne-lar, він же Waniwacteonila — «Випадково вбитий»)
- Šúŋka Yúte šni («Не їсть собак»)
- Mnišála («Червона вода», осколкова група від ітазіпчо, також називають Mnišála — «Червона вода»)
- Oíglapta («Візьми все, що залишилось»)

Оохенунпа або два чайники спочатку були частиною Mnikȟáŋwožu тіспей, що називалася Wáŋ Nawéǧa («Стріла, зламана ногами»), відкололася приблизно в 1840 році і стала окремим оятом або племенем.
За словами етнолога Джеймса Оуена Дорсі, оохенунпа були розділені на дві групи:
1. Oohe noⁿpa (власне «оохенунпа»)
2. Ma waqota (Há waȟóta — «шкіра з сіруватими прожилками»)

## Історія
До 1843 року дослідники не посилаються на це підплем'я. Група склалася з 800 осіб. У середньому в середньому 7 людей в сім'ї, це складало б приблизно 115 сімей (тепее, коли вони не були заселені), що дорівнювало 230 воїнам за нормою 2 на сім'ю. Вони по різному стверджували, що живуть серед інших стад буйволів або живуть окремо від інших смуг річки Шаєн і Міссурі. Вони поважали білих торговців та відвідувачів та вміло полювали. Раніше вони рідко брали участь у військових діях, але пізніше цим займалися. Пізніше вони все-таки підписали договір, погоджуючись не нападати на інших, окрім як для самооборони.

## Визначні особи з племені двох чайників лакота
- Waŋblí Ayútepiwiŋ (Жінка-орел) (1820—1888), дипломат двох чайників і хункпапа, торговець та активіст миру.